# 11360 Форміґіна
11360 Форміґіна (11360 Formigine) — астероїд головного поясу, відкритий 24 лютого 1998 року.
Тіссеранів параметр щодо Юпітера — 3,507.